# دورانکولاک
دورانکولاک (به بلغاری: Durankulak) یک منطقهٔ مسکونی در بلغارستان است که در استان دوبریچ واقع شده‌است.
 دورانکولاک  ۴۷۱ نفر جمعیت دارد.